# 닉 영 (농구 선수)

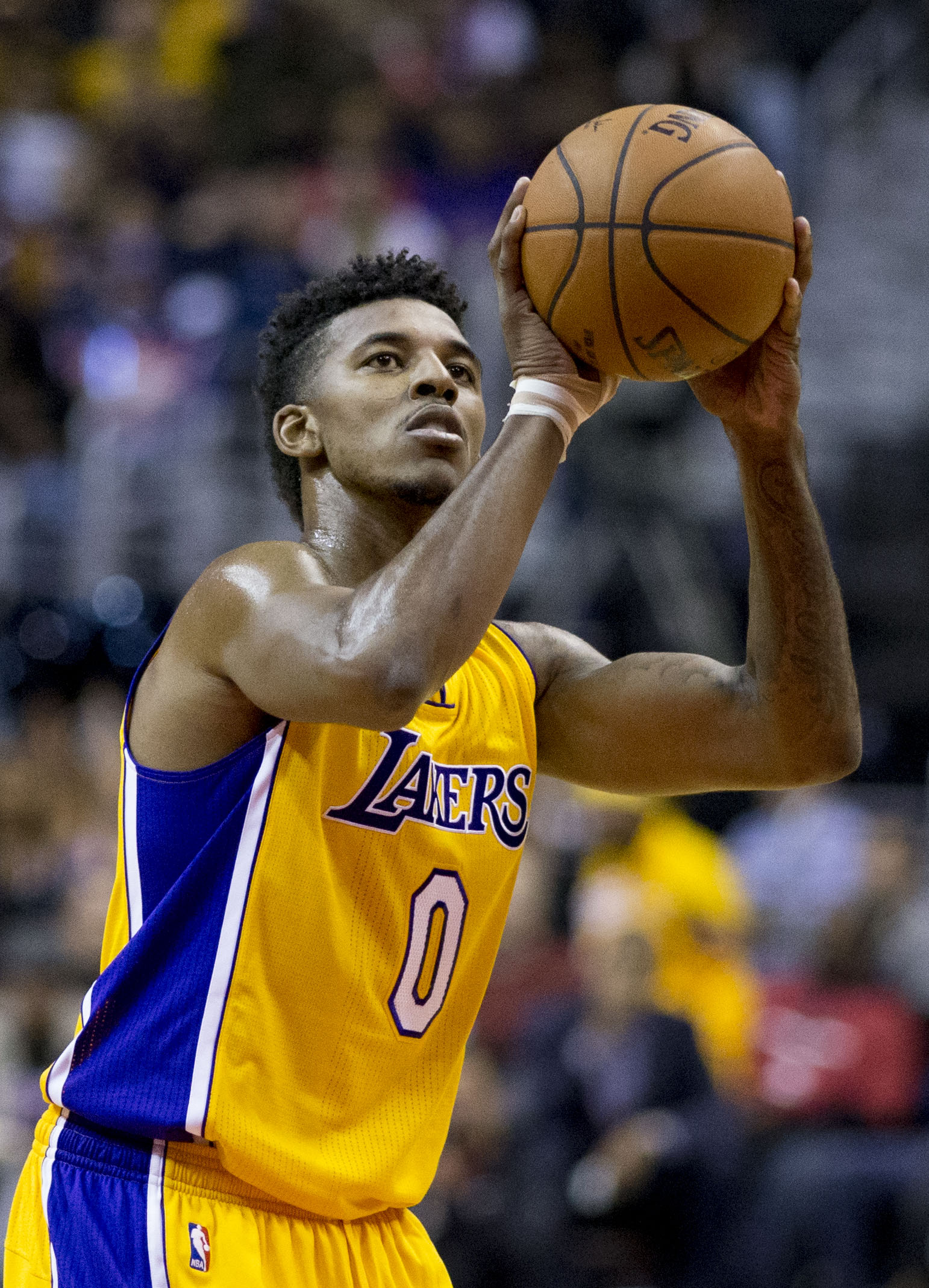
2014년 로스앤젤레스 레이커스에서의 모습

닉 영(Nick Young, 본명: 니콜라스 애런 영, Nicholas Aaron Young, 1985년 6월 1일 ~ ), 별명 "Swaggy P"는 미국의 전직 프로 농구 선수이다. USC 트로잔스에서 대학 농구를 했으며 Pac-10에서 1군 전체 컨퍼런스에 두 번 선발되었다. 영은 2007년 NBA 드래프트 1라운드 전체 16순위로 워싱턴 위저즈에 지명됐다. 2018년 골든스테이트 워리어스에서 NBA 챔피언십을 차지했다.

## 고등학교 경력
캘리포니아주 로스앤젤레스에서 태어난 영은 캘리포니아주 레세다 교외에 있는 해밀턴 고등학교, 도시 고등학교, 클리블랜드 고등학교에서 뛰었다. 2004년 클리블랜드 시니어 시절 평균 27.2득점과 10.8리바운드를 기록했으며, 2004년 CIF LA 시티 섹션, 로스앤젤레스 타임스 올시티, 샌 페르난도 밸리 1군에 선정되었다. 필드에서 57.3%, 3점슛 성공률(52-111)에서 46.8%를 기록했고, 클리블랜드가 25-4로 경기를 마쳤을 때 48개의 스틸과 41개의 블록을 기록했다. 영은 훕스쿱이 선정한 미국 내 7번째 최고의 선수로 선정되었으며, 농구 준비 전문가인 프랭크 벌리슨이 선정한 2004년 상위 50인 신병 중 하나로 선정되었다. 한때 한 게임에서 56득점을 기록했고 다른 게임에서는 23리바운드를 기록했다. 2003년 CIF L.A. 시티 섹션 1군 영예를 얻었고 2004년 애슬론 스포츠가 선정한 최고 시니어 목록에 포함되었다.

## 대학 경력
영은 2004년부터 2007년까지 서던캘리포니아 대학교에서 뛰었고 2005–06 및 2006–07 시즌에는 올 팩 10 퍼스트 팀(All-Pac-10 First Team)이었다. 2007 NCAA 토너먼트에서 영은 5번 시드의 트로이 목마를 스위트 식스틴에 진출시켰고, 그곳에서 1번 시드의 노스캐롤라이나 타 힐스(North Carolina Tar Heels, 74-64)에게 패했다. 그 과정에서 영은 USC를 아칸소를 상대로 77-60의 1라운드 승리로 이끌었다. 2라운드에서 영은 올해의 국가 선수인 케빈 듀랜트가 출연하는 팀의 87-68 대패에서 텍사스 롱혼스를 상대로 22득점으로 팀을 이끌었지만 듀랜트는 두 팀 모두 30득점으로 선두를 달리고 있었다.
예상대로 주니어 시즌이 끝난 후 영은 2007년 4월 15일 로스앤젤레스 타임스에 자신이 4학년을 포기하고 프로로 전향하고 2007 NBA 드래프트에 참가하겠다고 발표했으며, 그곳에서 워싱턴 위저즈가 전체 16순위로 지명했다.